# Hernán Castrillón
Hernán Castrillón Restrepo (Sonsón, Antioquia, 30 de diciembre de 1932-Medina, Cundinamarca, 3 de abril de 2000) fue un presentador de noticias colombiano.

## Biografía

### Primeros años
Nació el 30 de diciembre de 1932 en el municipio de Sonsón en el departamento de Antioquia pero de joven se radicó en Bogotá. Comenzó a trabajar como locutor y mientras que se dedicaba a este oficio, estudiaba ingeniería civil en la Universidad La Gran Colombia en Bogotá.

### Trayectoria
Inició su carrera como presentador de las franjas de noticias en Colombia, siendo el Noticiero Suramericana de 1958 a 1978 inicialmente en solitario, y luego con Margarita Vidal. 
En 1976 fue presentador del programa Los maestros para la programadora de Cenpro Televisión.
También fue presentador del programa infantil Animalandia para la programadora de Gegar Televisión entre 1976 a 1979
En 1979 fue el presentador del Noticiero TV Hoy junto con Andrés Pastrana para la programadora de Datos y Mensajes. En ese mismo año fue el presentador del programa musical de Tiempo de concierto para la programadora de Cenpro Televisión.
Luego llegó a ser el presentador del Noticiero Criptón desde 1987 hasta 1998 para los fines de semana, junto con otros colegas como Patricia Janiot y Nora Correa y luego de lunes a viernes en solitario desde 1998 hasta el 2000.
Como presentador se caracterizó por su seriedad en la presentación, dándole al programa un reconocimiento que lo llevó a ocupar los primeros lugares de sintonía.[cita requerida]  Por esta época el humorista colombiano Heriberto Sandoval, del programa Sábados felices, imitó a Hernán Castrillón parodiando al Noticiero Criptón como Noticiero Gritón.
Fue el directivo de las programadoras como Cenpro Televisión y Producciones PUNCH.
También fue presentador de varias versiones del Concurso Nacional de Belleza, participó en emisiones televisivas de sorteos de las loterías de Cundinamarca y de la Cruz Roja Colombiana, y de diversos eventos deportivos.
En el ámbito cultural fue presentador del programa Siglo XX de Señal Colombia. 
En 1996, recibió el Premio Nacional de Periodismo Simón Bolívar por su labor en la televisión colombiana.

### Fallecimiento
El 3 de abril de 2000, a la edad de 67 años, murió víctima de un infarto mientras descansaba en su finca.